# Szuratthani tartomány
Szuratthani (gyakori rövidítéssel Szurat, thaiul: สุราษฎร์ธานี), vagy korábbi nevén Csaija Thaiföld déli részének legnagyobb tartománya, a Thai-öböl nyugati partján. Nevének jelentése „jó emberek városa”. Ezt a címet VI. Ráma sziámi királytól kapta.
Területe 12 892 km² (Pest vármegye kétszerese), népessége 1,04 millió (2014).

## Földrajza

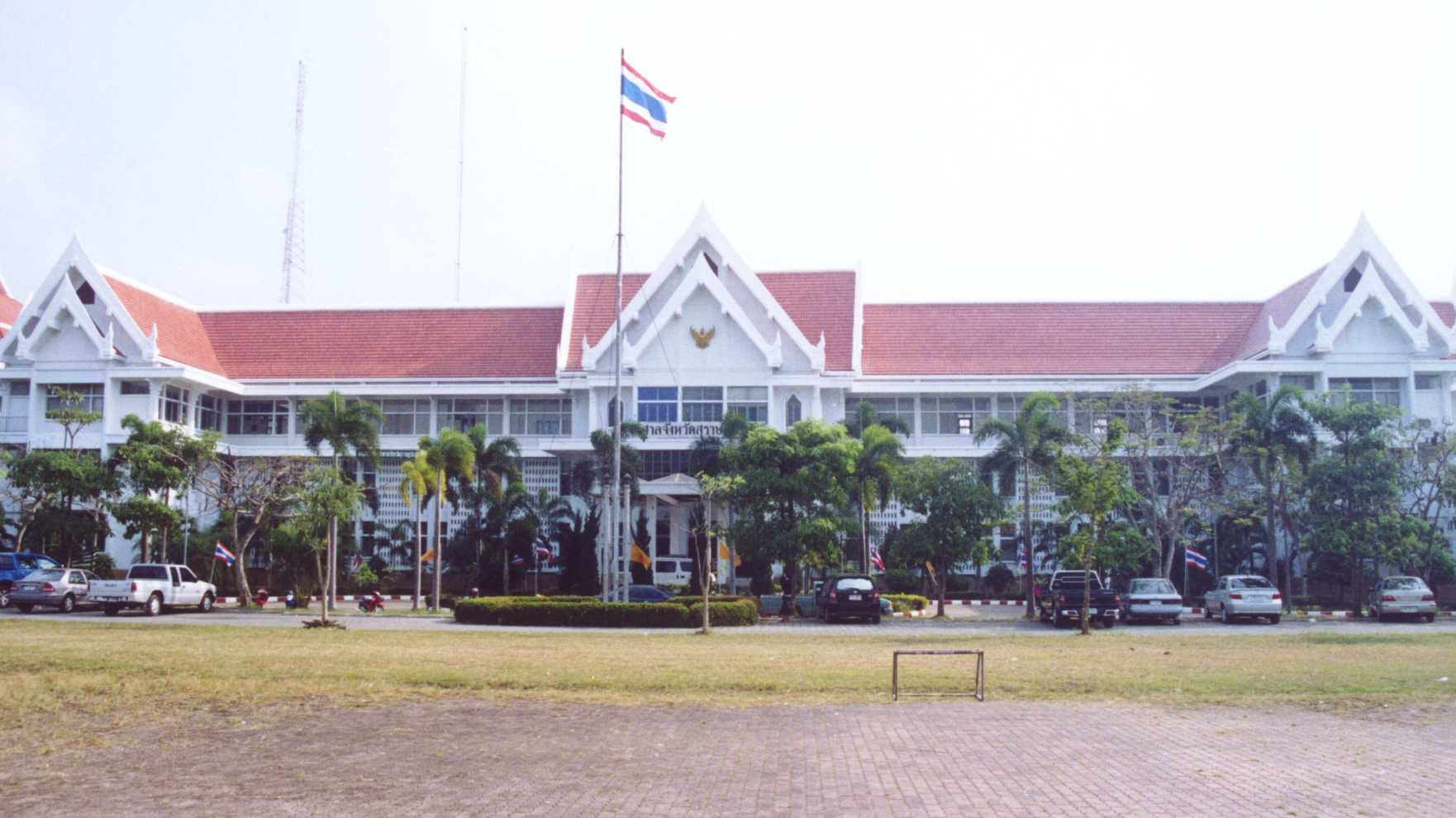
Tartományház, Szuratthani

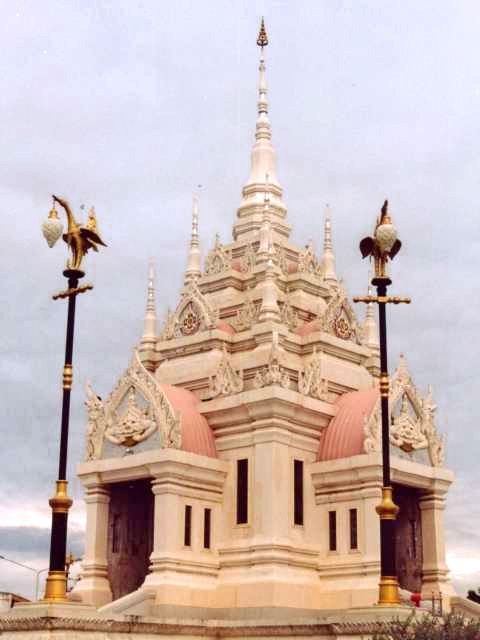
A városi oszlopszentély, Szuratthani

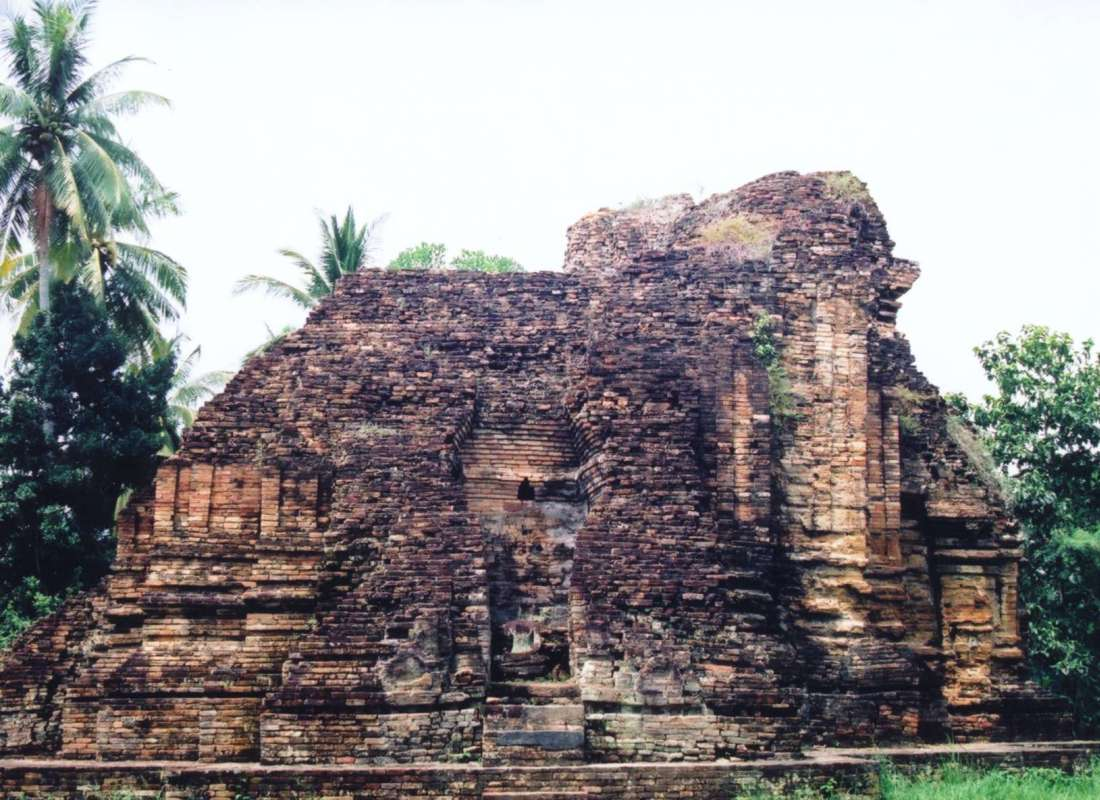
A szrividzsajai korszakból származó vatkev romjai Csajjában

A szomszédos tartományok (észak felől, órajárás szerint): Csumphon, Nakhonszithammarat, Krabi, Phangnga, Ranong.
Földrajzilag a Tapi folyó alföldje a tartomány közepe: gumifákkal és kókuszültetvényekkel vegyes füves vidék. Nyugaton húzódik a Phuket-hegylánc mészkővonulata, amelyet jobbára erdők fednek. Itt van a Khaoszok nemzeti park. Keletebbre a Nakhonszithammarat-hegylánc vonul. Itt van a Tajromjen nemzeti park.
A Thai-öböl számos szigete tartozik a kerülethez, köztük a turisták látogatta Ko Szamuj, Ko Phangan és Ko Tau, és a Ko Angthong tengeri nemzeti park.
Szuratthani fő folyói a Tapi és a Phumduang. Ezek Thakham városánál folynak össze, majd az egyesült folyó beleömlik a Bandoni-öbölbe. A Najbang (ในบาง) néven ismert folyódelta Szuratthani városától északra helyezkedik el. Sok csatornából áll és mangrove fákkal és meg gyümölcsösökkel borított szigetecskékkel vegyes.
A tartományban még több más védett terület is van: a Khlong Phanom, aKengkrung nemzeti parkok, a Than Szadet-Ko Phangan tengeri nemzeti park, a Khauthaphet és Nongthungthong területek, ahol nem lehet vadászni, és a Khlongpraja, Khlong Saeng ésKhlongjan környezetvédelmi területek. A Ko Szamujtól délre fekvő kis szigetek számára új nemzeti parkot hoznak létre, Hatkhanom-Mu Ko Thaletaj néven.

## Története
Szuratthani területén már a történelem előtt időkben szemangok és maláj törzsek éltek. A 3. században alapították Szrividzsaja királyságot, amely a Maláj-félszigetet a 13. századig uralta. Csajja városában, amely valószínűleg a királyság egyik regionális központja volt, ma is vannak korabeli romok. Egyes thai történészek szerint egy időben a királyság fővárosa is volt, de ez vitatott. Viangsza szintén fontos település volt a királyság idejében.
Szrividzsaja bukása után Csajja, Thatong (ma Kancsanadit) és Khirirat Nikhom városok (müangok) uralták a területet. Csajját közvetlenül a thai fővárosból igazgatták, Thatong és Khirirat pedig a Nakhon Szi Thammarat királysághoz tartozott. 1899-ben Csajja tartomány néven egyesítették őket.   
1915-ben Csumphon monthon udvarát Bandonba költöztették át. Ez utóbbi 1915. július 29-én kapta az új Szuratthani nevet, VI. Ráma sziámi király (Vadzsiravud) látogatásakor. A névadásban valószínűleg szerepe volt az indiai Gudzsarátban lévő Szúrat kikötővárosnak. A monthont is átnevezték Szuratnak. 1926-ban megszüntették beolvasztották Makhon Szi Thammarat monthonba. 1933-ban azonban a monthon megszűnt, és a közigazgatás első szintje a tartomány lett.
A tartományi közigazgatás székhelye egy thakhami (Phunphin amphoe) épület volt, Röviddel a második világháború előtt Szuratthaniba költözött, annak a Tapi-folyónak a partjára, amelyet a dél-gudzsaráti Tapi-folyóról neveztek el. Mikor 1941. december 8-án a japánok lerohanták Thaiföldet, a városért vívott küzdelemben a közigazgatási központ épülete megsemmisült. 1954-ben újjáépítették, de 1982. március 19-én egy kommunista felkelők telepítette bomba megint lerombolta, öt embert megölve. A harmadik, jelenlegi épületet a város déli részében húzták fel. A korábbi épület helye ma a lakmüang szentély.

## Közigazgatási beosztása
A tartomány 19 kerületre (amphö) oszlik, ezek 131 járásra (tambon) és 1028 falura (muban).
1. Müang Szuratthani
2. Kancsanadit
3. Donszak
4. Ko Szamuj
5. Ko Phangan
6. Csajja
7. Thacsana
8. Khiriratnikhom
9. Bantakhun
10. Phanom
11. Thacshang
12. Bannaszan
13. Bannadöm
14. Khiansza
15. Wiangsza
16. Phraszeng
17. Phunphin
18. Csajburi
19. Vibhavadi

A tartományban egy nagyvárosi önkormányzat van ((theszaban nakhon), három városi (theszaban müang) és 24 járási önkormányzat (theszaban tambon)  van. Van ezeken kívül még 109 járási (tambon) közigazgatási hatóság (TAO).
| 1. | Szuratthani | เทศบาลนครสุราษฎร์ธานี | 127,550 | -                              | 2. | Ko Szamuj | เทศบาลเมืองเกาะสมุย | 52,510 | Turizmus |
| 3. | Thakham     | เทศบาลเมืองท่าข้าม    | 20,363  | Vasúti főpályaudvar, repülőtér |    |           |                   |        |          |
| 4. | Naszan      | เทศบาลเมืองนาสาร    | 19,851  |                                |    |           |                   |        |          |
| 5. | Talatcsajja | เทศบาลตำบลตลาดไชยา | 12,955  | Történelmi város               |    |           |                   |        |          |
| 6. | Donszak     | เทศบาลตำบลดอนสัก    | 11,357  | A fő kikötő                    |    |           |                   |        |          |
| 7. | Ko Phangan  | เทศบาลตำบลเกาะพะงัน | 3,357   | Turizmus                       |    |           |                   |        |          |

A parlamenti választásokon a tartomány két választókerületből áll. Ezek három-három képviselőt választanak.

## Gazdasága
A tartomány fő mezőgazdasági termékei a kókuszdió és a rambután. A kókuszdiót gyakran erre betanított majmok szüretelik, többnyire emsemakákók (Macaca nemestrina). A leghíresebb betanító központ a néhai Szomporn Szekhové volt.
Szuratthaniban először a kínai maláj K. Vong ültetett rambutánfákat, Bannanszan kerületben. Évente augusztus elején rambutánvásárt rendeznek.
A gumifa ültetvények szintén gyakoriak a tartományban.
Neves helyi termék a Csajja kerületi tengerparti Phumriang faluból származó kézzel készített selyemszövet. Csajjából származtik egy másik helyi specialitás, a vörös tojás is. A kacsákat rákkal és hallal etetik, és a tojásokat speciális módszerrel tartósítják.
Ko Szamuj, Ko Phangan, Ko Tau és Ko Angthong szigetek fő bevételi forrása a turizmus.

## Népesség
A népesség változása:
| Lakosok száma | 175 485 | 324 784 | 588 381 | 869 410 | 1 031 812 | 1 040 230 | 1 050 913 | 1 063 501 | 1 067 726 | 1 073 663 |
|               | 1937    | 1960    | 1980    | 2000    | 2013      | 2014      | 2016      | 2018      | 2020      | 2022      |

## Fordítás
- Ez a szócikk részben vagy egészben  a   Surat Thani Province című angol Wikipédia-szócikk ezen változatának fordításán alapul.  Az eredeti cikk szerkesztőit annak laptörténete sorolja fel. Ez a jelzés csupán a megfogalmazás eredetét és a szerzői jogokat jelzi, nem szolgál a cikkben szereplő információk forrásmegjelöléseként.